# Josias von Rantzau

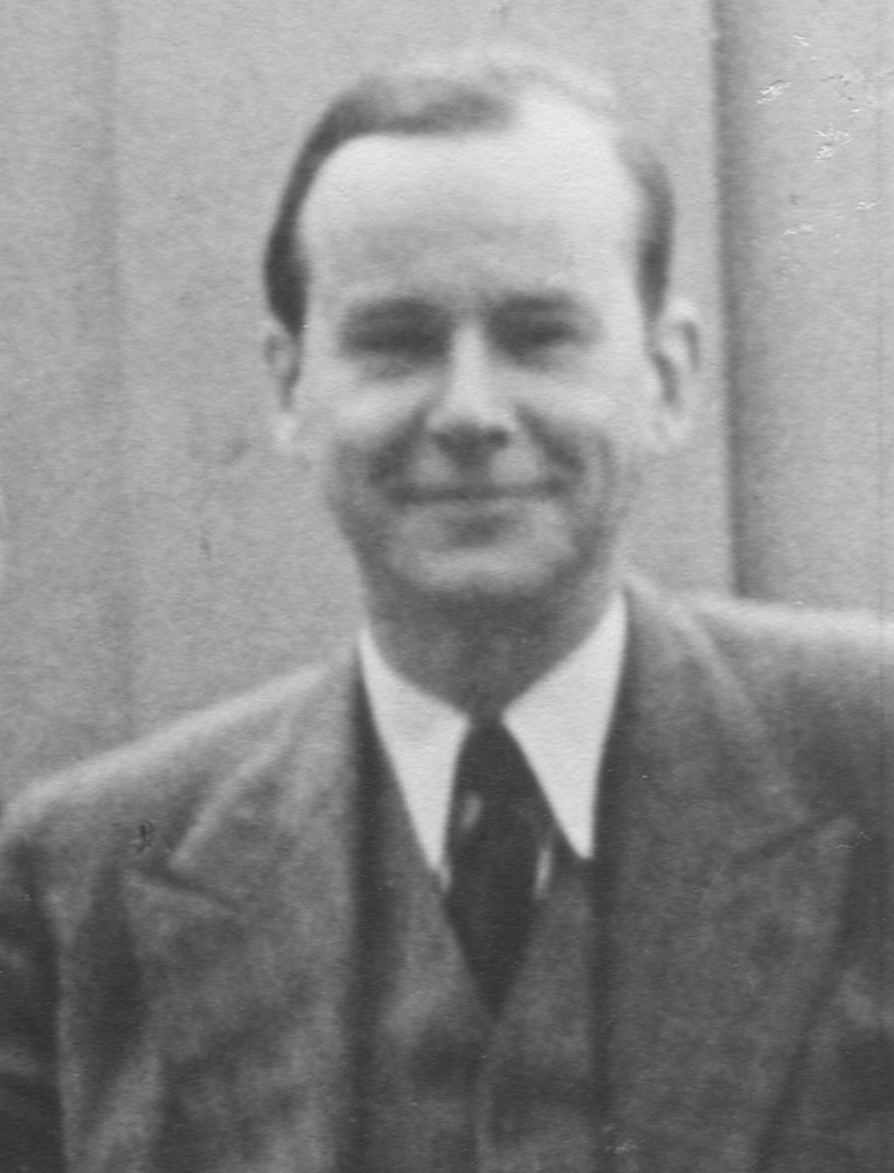
Josias von Rantzau 1941

Josias von Rantzau, vollständig Josias Clemens Christian Wilhelm Cuno von Rantzau (* 3. August 1903 in Schwerin; † vermutlich Juni 1950 in Potma (Temnikow)), war ein deutscher Diplomat.

## Leben
Josias von Rantzau entstammte dem nicht-gräflichen mecklenburgischen Zweig des schleswig-holsteinischen Equites-Originarii-Geschlechts Rantzau und war der mittlere Sohn des Hofmarschalls Cuno von Rantzau und seiner Frau Erica, geb. von Müller (* 30. Oktober 1878 in Vrestorf, heute Ortsteil von Bardowick; † 13. April 1958 ebenda). Sein älterer Bruder Johann Albrecht von Rantzau wurde Historiker und Hochschullehrer; sein jüngerer Bruder Cuno von Rantzau (1910–1982) heiratete 1942 die Reederin Liselotte von Rantzau-Essberger.
Von 1922 bis 1926 studierte er Staatswissenschaften an den Universitäten München, Kiel und Göttingen. In Göttingen wurde er 1922 Mitglied des Corps Saxonia Göttingen. Am 28. April 1926 bestand er das Referendarexamen. Nach sechs Monaten als Volontär bei einer Baumwollimportfirma in Bremen reiste er 1927 zu Sprachstudien nach London und Paris.
Am 1. Mai 1928 trat er in den diplomatischen Dienst des Deutschen Reiches ein und bestand am 27. Februar 1931 die diplomatisch-konsularische Prüfung. Seine erste Auslandsstation war vom 27. April 1931 bis zum 15. November 1933 als Attaché an der Botschaft in Stockholm, wo er die Wirtschaftsabteilung leitete. Im Herbst 1933 wechselte er an die Botschaft in Bukarest, wo er vom 11. Dezember 1933 bis zum 9. Januar 1936 tätig war. Am 23. Juli 1935 erfolgte seine Beförderung zum Legationssekretär. In seiner Zeit in Bukarest war er auch Gastgeber des britischen Schriftstellers Patrick Leigh Fermor, der darüber in Die unterbrochene Reise schrieb. Nach Fermors Erinnerung war Rantzau deeply troubled by the rise of Nazism. Dennoch beantragte er am 15. Dezember 1937 die Aufnahme in die NSDAP und wurde zum 1. Februar 1938 aufgenommen (Mitgliedsnummer 5.505.971).
Von Mai 1936 bis Ende 1937 war er als Vizekonsul im deutschen Generalkonsulat in New York City eingesetzt. Im Frühjahr 1937 begrüßte er zusammen mit Ingrid Warburg seinen Korpsbruder und langjährigen Freund Adam von Trott zu Solz bei dessen Ankunft in New York. 1940 ebnete er für Trott den Weg in den Auswärtigen Dienst. Später, so erinnerte sich Tatiana von Metternich-Winneburg, trat plötzlich eine bemerkenswerte Kühle zwischen Trott und Rantzau ein.

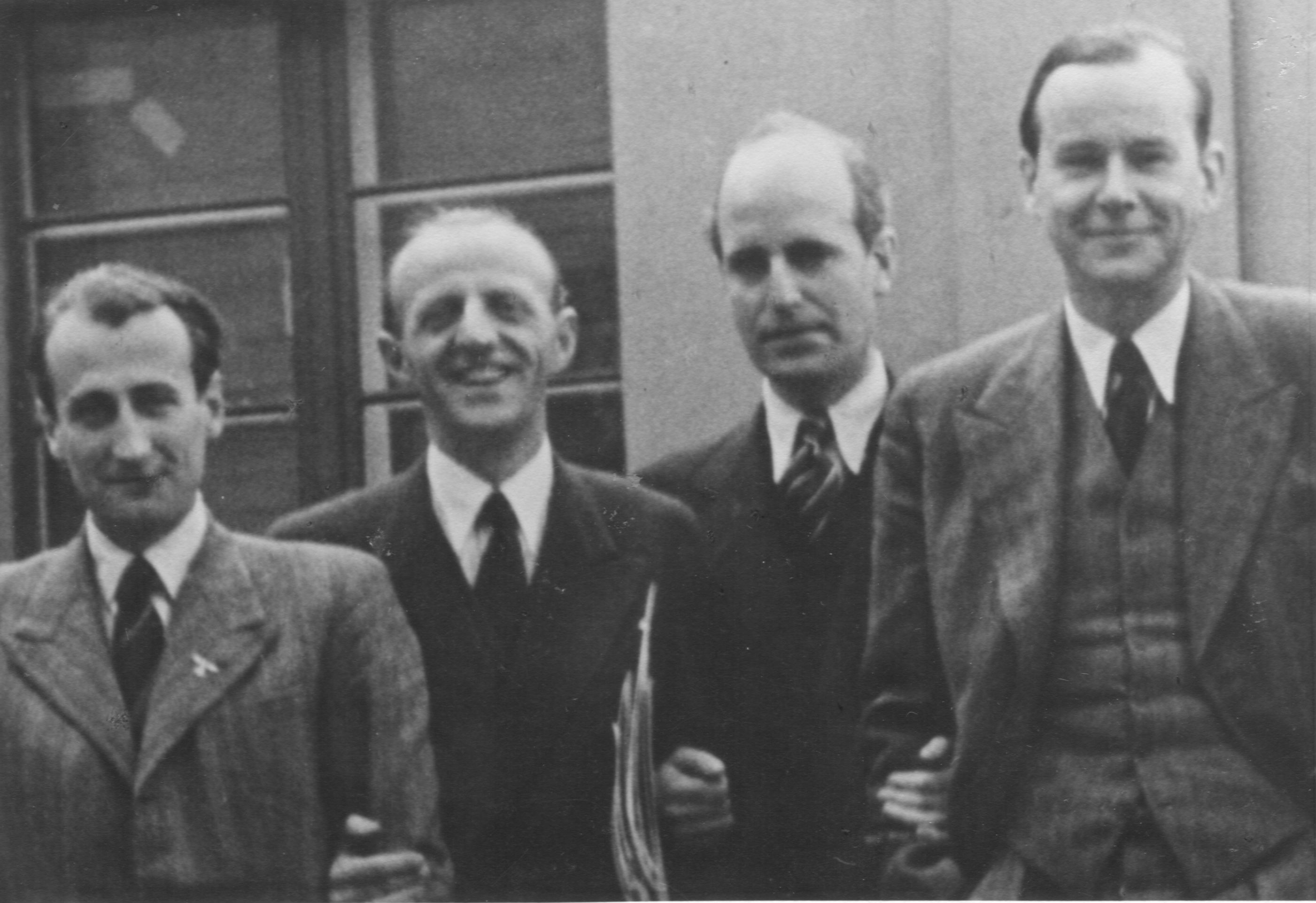
Mitarbeiter des Auswärtigen Amtes 1941. Von links nach rechts: Alexander Werth, Hans Felix Richter, Adam von Trott zu Solz, Josias von Rantzau

Nach zwischenzeitlicher Beschäftigung im Auswärtigen Amt war er von Dezember 1938 bis zur Kriegserklärung 1939 Legationssekretär an der deutschen Botschaft in London. Von dort kam er bis April 1940 an die Gesandtschaft in Den Haag.
Von April bis Juni 1940 war er in der Politischen Abteilung des Auswärtigen Amtes im Referat IM/Militaria eingesetzt und Vertreter des Amtes beim Oberkommando der Wehrmacht. Im Juni 1940 wurde er Referatsleiter in der Informationsabteilung (ab April 1943: Kulturpolitische Abteilung). Er leitete das Referat II/Frontpropaganda- und Nachrichtendienst und war für die Betreuung der Verbindungsreferenten bei den Armeeoberkommandos verantwortlich. Am 12. August 1940 erfolgte seine Beförderung zum Legationsrat.
Rantzau war in vielfältiger Weise mit Personen des Kreisauer Kreises verbunden, scheute aber, so Tatiana Metternich in ihren Memoiren, vor der Beteiligung an einem Attentat auf Adolf Hitler zurück. Am 15. Oktober 1941 heiratete er Ludovica (genannt Louisette) Johanna, geb. Gräfin zu Wykradt und Isny (* 21. Juli 1910; † 1. Mai 1986, begraben in Waldenburg (Württemberg)), einer Tochter von Eugen von Quadt zu Wykradt und Isny und seiner Frau Pauline, geb. Gräfin von Königsegg-Aulendorf.
Die Kirchliche Trauung nahm Pater Alfred Delp vor, und auf der Hochzeit kam es zu einer ersten Kontaktaufnahme von Adam von Trott und Peter Graf Yorck von Wartenburg mit Delp. Das Paar hatte eine Tochter, Marie Gabrielle (* 29. August 1942), die 1966 Friedrich Karl IV. zu Hohenlohe-Waldenburg-Schillingsfürst (1933–2017) heiratete.
Soeben am 18. April 1943 zum Gesandtschaftsrat befördert, wurde er am 27. April 1943 erneut an die Gesandtschaft in Bukarest entsandt, nun als Leiter der Kulturabteilung. Damit war er auch für das Deutsche Wissenschaftliche Institut in Bukarest verantwortlich. Am 14. Januar 1944 wurde er Gesandtschaftsrat I. Klasse.
In Folge des Staatsstreichs und Frontenwechsels in Rumänien am 23. August 1944 besetzte die Rote Armee am 2. September Bukarest und auch das Botschaftsgebäude. Botschafter Manfred von Killinger erschoss sich; Rantzau geriet mit anderen Botschaftsangehörigen in die Hände des sowjetischen Nachrichtendienstes SMERSch. Er wurde nach Moskau gebracht und war im Lefortowo-Gefängnis inhaftiert, eine Zeitlang in der Zelle neben Raoul Wallenberg, den er aus seiner Zeit in Stockholm kannte.
Zu einem unbekannten Zeitpunkt wurde er in das Kriegsgefangenenlager Nr. 58 überführt, wo er vermutlich im Juni 1950 starb. Am 31. August 1951 wurde er in Deutschland für tot erklärt.